# Lamelle Dufour
La lamelle Dufour est un outil de pierre taillée faisant partie des outils de la Préhistoire associé à l'industrie lithique de l'Aurignacien dont il est l'un des outils spécifiques.
C'est une petite lame de quelques centimètres de longueur en général, à profil courbe ou droite, avec des retouches sur une ou deux faces. Ces retouches ont la particularité d'être alternées d'une face à l'autre, comme si on tournait la pièce pour faire des retouches sur une face puis sur l'autre. 
La majorité des lamelles Dufour font 2 à 3 cm de longueur et sont faiblement courbées. Toutefois, on trouve de grandes lamelles de 5 à 6 cm de longueur comme dans la grotte du Pape à Brassempouy. Les lamelles Dufour du Protoaurignacien sont aussi plus grandes que celles des périodes suivantes.

## Définition
La définition historique de la lamelle Dufour est une « lamelle à profil fréquemment incurvé, présentant de fines retouches marginales continues semi-abruptes, soit exclusivement sur l'un des bords de l'une des faces, dorsale ou ventrale, soit sur les deux bords, et, dans ce cas-là, disposées de façon alterne ».
Toutefois, cette définition assez large, sans précision notamment de la longueur ou de la technique de taille, peut induire en erreur et faire que l'on y a classé des objets d'une autre nature comme des lames de plus grandes tailles, des lames du Châtelperronien, du Gravettien, etc.
On remarque une évolution dans la taille des lamelles Dufour qui suit l'évolution de l'Aurignacien :
- Protoaurignacien : lamelles assez grandes avec sommet ou base plutôt plate, leur forme est fortement incurvée, avec de nombreuses retouches;
- Aurignacien I ou Aurignacien ancien : lamelles plus petites mais toujours assez incurvées (car extraites d'un nucléus déjà spécialisé, le grattoir caréné) et moins retouchées;
- Aurignacien II : le sommet de la lamelle devient pointu, les retouches sont toujours inverses, les lamelles peuvent faire moins de 2cm de long comme au site de Roc de Combe;
- Aurignacien III-IV : les lamelles sont plus droites, longues et robustes (sans doute extraites à partir de burins carénés) comme aux sites de l'abri du Facteur (Tursac), l'abri Pataud et La Ferrassie.

## Taille

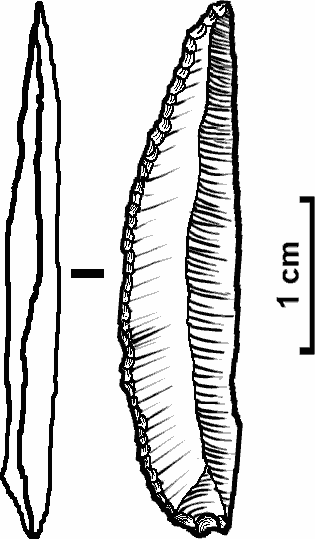
Schéma de lamelle Dufour retouchée sur un seul bord.

## Utilisation
- Emmanchement sur des lances en bois.